# 一戸務
一戸 務（いちのへ つとむ、1904年8月19日 - 1977年）は、日本の作家、中国文学者。
東京生まれ。東京帝国大学支那文学科卒。1929年福田清人、那須辰造らと第10次『新思潮』に参加、のち『文藝レビュー』に参加して小説を書く。文部省勤務。戦後、和洋女子大学教授。森鷗外の研究でも業績があった。

## 著書
- 竹藪の家 小説 ボン書店 1935
- 現代支那の文化と芸術 松山房 1939
- 南山の雛 支那伝説集 光風館 1942
- 支那の発見 光風館 1942

## 翻訳
- 苦茶随筆 周作人 名取書店 1940

## 参考
- 文藝年鑑1955